# Lester del Rey
Ramón Felipe Alvarez-del Rey, más conocido como Lester del Rey, es el pseudónimo o sobrenombre por el que mejor se conoce a Leonard Knapp (Saratoga Township, Minnesota, 2 de junio de 1915 - Nueva York, 10 de mayo de 1993), escritor y editor de ciencia ficción y literatura juvenil estadounidense.

## Biografía
Muy amante de inventar historias para embrollar el conocimiento de su propia estirpe y biografía, la verdad es que empezó a publicar historias en revistas pulp durante los años treinta, en el amanecer de la Edad de Oro de la ciencia ficción, especialmente en Astounding Science Fiction, y perteneció a la escuela de autores patrocinados por el editor de esta revista, John W. Campbell, Jr.. En los cincuenta fue uno de los tres escritores líderes de ciencia ficción para adolescentes, junto a Robert A. Heinlein y Andre Norton. Durante este tiempo publicaba con el pseudónimo de "Erik van Lhin". Simultaneaba su trabajo de escritor con otro en el Restaurante de la Torre Negra de Nueva York. Con su segunda esposa Helen Schlaz, con la que se casó en 1945, abandonó este trabajo y se convirtió en escritor a tiempo completo. Conoció a Scott Meredith en la Worldcon de 1947 y empezó a trabajar para su agencia literaria.
Pasó después a editar revistas pulp en 1952 y 1953: Space SF, Fantasy Fiction, Science Fiction Adventures (como Philip St. John), Rocket Stories (como Wade Kampfaert), y Fantasy Fiction (como Cameron Hall). Del Rey se volvió conocido por sus libros de ficción científica juveniles de la serie Winston Science Fiction, y por Del Rey Books, la división de fantasía y ficción científica de Ballantine Books, cuyos libros se encargaba de editar junto a su cuarta esposa, Judy-Lynn del Rey.
Usó los pseudónimos de John Alvarez, Marion Henry, Philip James, Philip St. John, Charles Satterfield y Erik van Lhin

### Premios
- 1972 — Premio E. E. Smith Memorial (Premio Skylark)
- 1985 — Premio Balrog especial (organizado por la revista Locus Magazine)
- 1990 — Premio Gran Maestro Damon Knight Memorial

## Obras selectas

### Ficción

#### Novelas
- Marooned on Mars (1952)
- Rocket Jockey as Philip St. John (1952)
- Attack from Atlantis (1953)
- Battle on Mercury as Erik Van Lhin (1953)
- The Mysterious Planet as Kenneth Wright (1953)
- Rockets to Nowhere as Philip St. John (1954)
- Step to the Stars (1954)
- Preferred Risk (1955) with Frederik Pohl [as by Edson McCann ]
  - Magazine/Anthology Appearances:
  - Preferred Risk (Part 1 of 4) (1955) with Frederik Pohl
  - Preferred Risk (Part 2 of 4) (1955) with Frederik Pohl
  - Preferred Risk (Part 3 of 4) (1955) with Frederik Pohl
  - Preferred Risk (Part 4 of 4) (1955) with Frederik Pohl
- Mission to the Moon (1956)
- Nerves (1956)
- Police Your Planet as Erik Van Lhin (1956)
- Day of the Giants (1959)
- Moon of Mutiny (1961)
- The Eleventh Commandment (1962)
- Outpost of Jupiter (1963)
- (The Runaway Robot (1965) was published with del Rey's byline, but was actually ghost-written by Paul W. Fairman based on an outline by del Rey.[1])
- The Infinite Worlds of Maybe (1966)
- Rocket from Infinity (1966)
- The Scheme of Things (1966)
- Siege Perilous (1966)
- Tunnel Through Time (1966)
- Prisoners of Space (1968)
- Pstalemate (1971)
- The Sky Is Falling (1973)
- Badge of Infamy (1973)
- Weeping May Tarry (1978) with Raymond F. Jones

#### Colecciones
- ...And Some Were Human (1948)
- Robots and Changelings (1957)
- The Sky is Falling and Badge of Infamy (1966)
- Mortals and Monsters (1965)
- Gods and Golems (1973)
- The Early del Rey (1975)
- The Early Del Rey: Vol 1 (1976)
- The Early Del Rey: Vol 2 (1976)
- The Best of Lester del Rey (1978)
- War and Space (scheduled for 2009)
- Robots and Fantasies (scheduled for 2010)

### No ficción
- Rockets Through Space (1957)
- Space Flight, Golden Press, 1959
- The Mysterious Earth (1960)
- The Mysterious Sea (1961)
- The Mysterious Sky (1964)
- The World of Science Fiction, 1926-1976: the History of a Subculture (1980)

### Ediciones
- The Year After Tomorrow with Carl Carmer & Cecile Matschat (1954)
- Best Science Fiction of the Year #1-#5 (1972-1976)